# Deutscher Regiepreis Metropolis
Der Deutsche Regiepreis Metropolis ist ein vom Bundesverband Regie 2010 ausgelobter Preis, um herausragende Regieleistungen seiner Mitglieder zu würdigen und zu fördern und um ihre Position gegenüber Produktionsfirmen und Sendern durch Nominierung und Auszeichnung zu stärken. Die erste Verleihung fand am 23. Juni 2011 in München statt. 

## Preisträger 2011
Verliehen am 23. Juni 2011 in München:
- Beste Regie Kinofilm: Ralf Huettner für Vincent will Meer
- Beste Regie Fernsehfilm: Aelrun Goette für Keine Angst
- Beste Regie Fernsehserie: Dominik Graf für Im Angesicht des Verbrechens
- Beste Regie Nachwuchsfilm: Feo Aladag für Die Fremde
- Beste Schauspielerin: Maria Simon für Kongo (Regie: Peter Keglevic) und Es war einer von uns (Regie: Kai Wessel)
- Bester Schauspieler: Alexander Fehling für Goethe! (Regie: Philipp Stölzl) und Wer wenn nicht wir (Regie: Andres Veiel)
- Bester Redakteur: Wolf-Dietrich Brücker (WDR) für Keine Angst (Regie: Aelrun Goette), Im Angesicht des Verbrechens (Regie: Dominik Graf) und Der verlorene Vater (Regie: Hermine Huntgeburth)
- Bester Produzent: Thomas Kufus für Wer wenn nicht wir (Regie: Andres Veiel)
- Lebenswerk Regie: Peter Lilienthal (verliehen als Ehrenpreis der Verwertungsgesellschaft Bild-Kunst)

## Preisträger 2012
Verliehen am 16. Dezember 2012 in München:
- Beste Regie Kinofilm: Christian Zübert für Dreiviertelmond
- Beste Regie Fernsehfilm: Dagmar Hirtz für Die Hebamme – Auf Leben und Tod
- Beste Regie Fernsehserie: Arne Feldhusen für Der Tatortreiniger, Folge Nicht über mein Sofa
- Beste Regie Dokumentarfilm: Maria Speth für 9 Leben
- Beste Regie Nachwuchsfilm:  David Wnendt für Kriegerin
- Beste Schauspielerin: Inka Friedrich
- Bester Schauspieler: Charly Hübner
- Beste Redakteurin: Liane Jessen (Hessischer Rundfunk)
- Bester Produzent: Stefan Arndt für Cloud Atlas
- Lebenswerk Regie: Wolfgang Petersen[1][2]

## Preisträger 2013
Verliehen am 24. November 2013 in München:
- Beste Regie Kinofilm: Margarethe von Trotta für Hannah Arendt
- Beste Regie Fernsehfilm: Nicole Weegmann für Mobbing
- Beste Regie Serie: Kai Wessel für Zeit der Helden, Episode 3
- Beste Regie Nachwuchs:  Jan-Ole Gerster für Oh Boy
- Beste Regie Dokumentarfilm: Inigo Westmeier für Drachenmädchen
- Beste Regie Kinder- und Jugendfilm: Hermine Huntgeburth für Die Abenteuer des Huck Finn
- Beste Schauspielerin: Katja Riemann für Das Wochenende
- Bester Schauspieler: Julius Feldmeier für Tore tanzt
- Beste redaktionelle Leistung: Katharina Dufner (ZDF) für Tore tanzt
- Beste produzentische Leistung: Nina Maag für Das Wochenende
- Lebenswerk Regie: Rainer Erler[3]

## Preisträger 2014
Verliehen am 9. November 2014 in München:
- Beste Regie Kinofilm: Edward Berger für Jack
- Beste Regie Fernsehfilm: Hermine Huntgeburth für Männertreu
- Beste Regie Serie: Arne Feldhusen für Der Tatortreiniger (Folge Angehörige)
- Beste Regie Nachwuchs: Frauke Finsterwalder für Finsterworld
- Beste Regie Dokumentarfilm: Mo Asumang für Die Arier
- Beste Regie Kinder- und Jugendfilm: Pepe Danquart für Lauf Junge lauf
- Beste Schauspielerin: Liv Lisa Fries für Und morgen Mittag bin ich tot
- Bester Schauspieler: Jörg Hartmann für Weissensee
- Beste redaktionelle Leistung: Gudrun Hanke-El Ghomri für Achtzehn
- Beste produzentische Leistung: Jan Krüger für Jack
- Lebenswerk Regie: István Szabó[4]

## Preisträger 2015
Verliehen am 8. November 2015 in München:
- Beste Regie Kinofilm: Oliver Hirschbiegel für Elser – Er hätte die Welt verändert
- Beste Regie Fernsehfilm: Florian Schwarz für Tatort: Im Schmerz geboren
- Beste Regie Serie/Serienfolge: Edward Berger für Deutschland 83
- Beste Regie Nachwuchs: Giulio Ricciarelli für Im Labyrinth des Schweigens
- Beste Regie Dokumentarfilm: Hubertus Siegert für Beyond Punishment
- Beste Regie Kinderfilm: Wolfgang Groos für Rico, Oskar und das Herzgebreche
- Beste schöpferische Mitwirkung Kamera: Philipp Sichler für Tatort: Im Schmerz geboren und  Der Usedom-Krimi: Mörderhus
- Beste Schauspielerin: Martina Gedeck für Das Ende der Geduld
- Bester Schauspieler:  Christian Friedel für Elser – Er hätte die Welt verändert
- Lobende Erwähnung: Emma Bading für Die Kleinen und die Bösen und Tatort: Das Muli
- Beste produzentische Leistung: Til Schweiger für Honig im Kopf
- Beste redaktionelle Leistung: Ulrike Leibfried für Deutschland 83
- Lebenswerk Regie: Michael Haneke[5]

## Preisträger 2016
Verliehen am 6. November 2016 in München:
- Beste Regie Kinofilm: Hans Steinbichler für Das Tagebuch der Anne Frank
- Beste Regie Fernsehfilm: Kilian Riedhof für Der Fall Barschel
- Beste Regie Serie/Serienfolge: Sabine Derflinger für Vorstadtweiber, Staffel 2/Folge 6
- Beste Regie Nachwuchs: Viviane Andereggen für Simon sagt auf Wiedersehen zu seiner Vorhaut
- Beste Regie Dokumentarfilm: Stefan Eberlein für Parchim International
- Beste Regie Kinder-/Jugendfilm: Stefan Bühling für Die weiße Schlange
- Beste schöpferische Mitwirkung/Schnitt: Jens Müller für Das Programm
- Beste Schauspielerin: Jördis Triebel für Ein Atem und Operation Zucker: Jagdgesellschaft
- Bester Schauspieler:  Friedrich Mücke für Unter der Haut, Mordkommission Berlin 1 und Weinberg
- Beste produzentische Leistung: Gabriela Sperl (ARD) für die NSU-Trilogie Mitten in Deutschland: NSU
- Beste redaktionelle Leistung: Sascha Schwingel (ARD/Degeto) für Der Fall Barschel
- Lebenswerk Regie: Edgar Reitz

## Preisträger 2017
Verliehen am 5. November 2017 in München:
- Beste Regie Kinofilm: Kai Wessel für Nebel im August
- Beste Regie Kinder-/Jugendfilm: Ali Samadi Ahadi für Pettersson und Findus – Das schönste Weihnachten überhaupt
- Beste Regie Dokumentarfilm: Kirsi Marie Liimatainen für Comrade, Where Are You Today? – Der Traum der Revolution
- Beste Regie Fernsehfilm: Nicole Weegmann für Ein Teil von uns
- Beste Regie TV-Serie/Serienfolge: Marvin Kren für 4 Blocks
- Beste Regie Nachwuchs: Adrian Goiginger  für Die beste aller Welten
- Bestes Szenenbild: Andreas C. Schmid für Einsamkeit und Sex und Mitleid
- Bester Schauspieler: Tom Schilling für Der gleiche Himmel
- Beste Schauspielerin: Verena Altenberger für Die beste aller Welten
- Lobende Erwähnung: Ivo Pietzcker für Nebel im August
- Beste produzentische Leistung: Nils Dünker für Die beste aller Welten und Eine unerhörte Frau
- Beste redaktionelle Leistung: Claudia Simionescu für Ein Teil von uns
- Jannet Fechner-Preis für Regieassistenz für das Lebenswerk: Helga Asenbaum
- Ehrenpreis der VG Bildkunst für das Lebenswerk: Roland Klick

## Preisträger 2018
Verleihung am 4. November 2018 in München:
- Beste Regie Kinofilm: Wolfgang Fischer für Styx
- Beste Regie Kinder-/Jugendfilm: Joya Thome  für Königin von Niendorf
- Beste Regie Dokumentarfilm: Hans Block &  Moritz Riesebeck für The Cleaners
- Beste Regie Fernsehfilm: Umut Dağ für Das deutsche Kind
- Beste Regie TV-Serie/Serienfolge: Christian Schwochow für Bad Banks
- Beste Regie Nachwuchs: Susan Gordanshekan für Die defekte Katze
- Bestes Kostümbild: für Katharina Ost Die kleine Hexe
- Beste Schauspielerin: Susanne Wolff für Styx
- Bester Schauspieler: Sascha Alexander Geršak für Gladbeck und Somewhere in Tonga
- Beste produzentische Leistung: Marcos Kantis  für Styx
- Beste redaktionelle Leistung: Claudia Gladziejewski für Die Geheimnisse des Schönen Leo und Lux – Krieger des Lichts
- Ehrenpreis der VG Bildkunst für das Lebenswerk: Margarethe von Trotta[7]